# 줄무늬물뱀
줄무늬물뱀(영어: banded water snake)는 뱀과 물뱀속에 딸린 뱀 종이다. 수생성이며, 독이 없다. 미국 중남부에만 서식하는 고유종이다.